# Deadwing
Deadwing — восьмий студійний альбом англійського гурту прогресивного року Porcupine Tree, виданого 28 березня 2005 року. Канвою альбому є історія про привидів, заснована на кіносценарії Стівена Вілсона та Майка Бенніона.
З піснями з альбому вийшло два сингли Shallow і Lazarus. Пісня Shallow була також включена до саундтреку американського бойовика режисера Джона Синґлтона Кров за кров як фонова музика у барі. Було відзнято три музичних відеокліпи для пісень Lazarus, The Start Of Something Beautiful і Glass Arm Shattering. Для участі в запису альбому були запрошені Адріан Белью з гурту King Crimson (гітарне соло на заголовній пісні Deadwing і Halo) та лідер гурту Opeth Мікаель Окерфельдт: (вокальні гармонії на Deadwing, Lazarus і Arriving Somewhere But Not Here та друга соло-гітара на Arriving Somewhere But Not Here).

## Концепція
Повна концепція та сюжет альбому ніколи не були повністю анонсовані гуртом, ймовірно, через наміри Вілсона втілити їх у фільмі і бажання нічим не зіпсувати жодну з частин цієї історії. Лідер гурту розповідав, що основою альбому є сюрреалістична «історія про привидів», а також про «ідею, що цей альбом створить свого роду компанію художньому фільму». Вілсон заявив, що на написання сценарію вплинули, у першу чергу, фільми режисерів Девіда Лінча і Стенлі Кубрика.
Майк Бенніон створив вебсторінку Myspace, яка була присвячена майбутньому фільму Deadwing, де режисер помістив перші п'ятнадцять сторінок сценарію і трейлер. Проте, незважаючи на закінчений сценарій, проєкт не було зреалізовано через відсутність бюджету.

## Трек-лист
Згідно з повідомленням гурту, під час студійних сесій запису Deadwing було записано 15 пісень. Перше європейське видання містило тільки 9 треків. У пізнішому виданні альбому у США включено додатковий трек — перезаписану версію пісні Shesmovedon з альбому 2000 року Lightbulb Sun, причому остання «оригінальна» 9-та пісня закінчувалась через 6 хв 12 с, а цей трек починався після 5-хвилинної «тиші». Так звана видовжена версія альбому (enhanced CD) включала відеофільм про створення альбому.
Альбом був також виданий 10 травня 2005 року на DVD-Audio і містив усі треки зі стандартного альбому в 5.1-канальному об'ємному звучанні, а також додатковий трек з американського видання Shesmovedon і три пісні як бонус: Revenant, Mother And Child Divided та Half-Light — всього 13 пісень.
Ще одну пісню, So Called Friend, було включено до синглу Lazarus. Таким чином, у загальному було видано 14 пісень. Існує ще одна, п'ятнадцята пісня під назвою «Christenings», яка включена до альбому Blackfield II (2007) гурту-проекту Стівена Вілсона Blackfield. Крім того, під час сесій створення альбому Deadwing створено інструментальний демозапис, який ніколи не видавався, під назвою Collecting Space. Версію цього твору було включено в обмежене видання першого сольного альбому Вілсона Insurgentes, а демоверсія з'явилась як додатковий трек на DVD-фільмі Insurgentes. Іншою ймовірною піснею з того часу є Godfearing, яку згодом було розміщено в Інтернеті, причому Вілсон не пам'ятає точного періоду її створення — або під час запису Deadwing, або альбому In Absentia (2002).

### Європейське (оригінальне) видання
| #  | Назва                             | Автор музики                                          | Тривалість |
| -- | --------------------------------- | ----------------------------------------------------- | ---------- |
| 1. | «Deadwing»                        | Steven Wilson                                         | 9:46       |
| 2. | «Shallow»                         | Wilson                                                | 4:17       |
| 3. | «Lazarus»                         | Wilson                                                | 4:18       |
| 4. | «Halo»                            | Richard Barbieri, Colin Edwin, Gavin Harrison, Wilson | 4:38       |
| 5. | «Arriving Somewhere But Not Here» | Wilson                                                | 12:02      |
| 6. | «Mellotron Scratch»               | Wilson                                                | 6:57       |
| 7. | «Open Car»                        | Wilson                                                | 3:46       |
| 8. | «Start Of Something Beautiful»    | Harrison, Wilson                                      | 7:39       |
| 9. | «Glass Arm Shattering»            | Barbieri, Edwin, Harrison, Wilson                     | 6:17       |

### Американське видання
10. Shesmovedon (2004) — 4:59

### DVD-A видання
10. Revenant (Barbieri) — 3:04
11. Mother & Child Divided (Wilson/Harrison) — 4:59
12. Half-Light — 6:20
13. Shesmovedon (2004) — 4:59 (easter egg track)

### LP-видання
10. So Called Friend (Wilson/Barbieri/Edwin/Harrison) — 4:49
11. Half-Light — 6:20

## Нагороди
Альбом досягнув значного комерційного успіху, не в останню чергу завдяки підняттю композиції Shallow до номера 26 у Hot Mainstream Rock Tracks журналу Billboard. Крім того, балада Lazarus, у якій звучать голосові гармонії Мікаеля Окерфельдта та мінімалістський фортепіанний акомпанемент, увійшла до German Singles Top 100 під номером 91.
Того ж 2005 року альбом отримав премію Surround Music Awards за найкраще об'ємне звучання і був визнаний найпоширенішим американським часописом в області домашньої електроніки і розваг Sound & Vision альбомом 2005 року номер 2.

## Місця у чартах
| Чарт                | Найвище місце |
| ------------------- | ------------- |
| Billboard 200       | 132           |
| Top Heatseekers     | 4             |
| Top Internet Albums | 6             |
| Велика Британія     | 113           |
| Нідерланди          | 56            |
| Німеччина           | 52            |
| Польща              | 11            |
| Франція             | 100           |
| Швеція              | 26            |
| Греція              | 19            |

### Сингли
| Пісня   | Чарт                   | Місце |
| ------- | ---------------------- | ----- |
| Shallow | Mainstream Rock Tracks | 26    |

## Учасники запису

### Основний склад гурту
- Стівен Вілсон (Steven Wilson) — вокали, гітари, фортепіано, клавішні, цимбали, бас-гітара на 1,3,5 (середня частина), 7 треках
- Річард Барбієрі (Richard Barbieri) — клавішні та синтезатори
- Колін Едвін (Colin Edwin) — бас-гітара
- Гевін Харрісон (Gavin Harrison) — ударні та перкусія

### Запрошені музиканти
- Мікаель Окерфельдт (Mikael Åkerfeldt) (Opeth) — бек-вокали на треках 1, 3, 5 і 10; друга соло-гітара на 5 треку
- Адріан Белью (Adrian Belew) (King Crimson) — соло-гітара на 1,4

### Інший персонал
- Звукорежисери: Paul Northfield та George Schilling
- Мікшування: Стівен Вілсон
- Мастеринг: Andy VanDette
- 5.1 продюсер: Jeff Levison
- 5.1 мікшування: Elliot Scheiner
- 5.1 мастеринг: Darsy Proper (Sony Studios)